# Neoveenia
Neoveenia is een geslacht van uitgestorven kreeftachtigen uit de klasse van de Ostracoda (mosselkreeftjes).

## Soort
- Neoveenia argentinensis Bertels, 1969 †